# Profilaxia
Nas áreas da saúde e ciências da saúde, profilaxia (do grego prophýlaxis, "cautela") é a aplicação a evitar a propagação de doenças.

## Princípios
Uma doença tem um ou mais agentes causadores. Estes necessitam de alguma maneira interagir com o organismo para gerar a doença. Toda e qualquer medida que procure impedir esta interação pode ser chamada de medida profiláticas.

## Hospedeiro
Hospedeiro da doença é o homem.  Medidas que visem a tornar o organismo mais resistente a agressão dos patógenos, também são exemplos de medidas profiláticas de doenças.  

### Vacinação

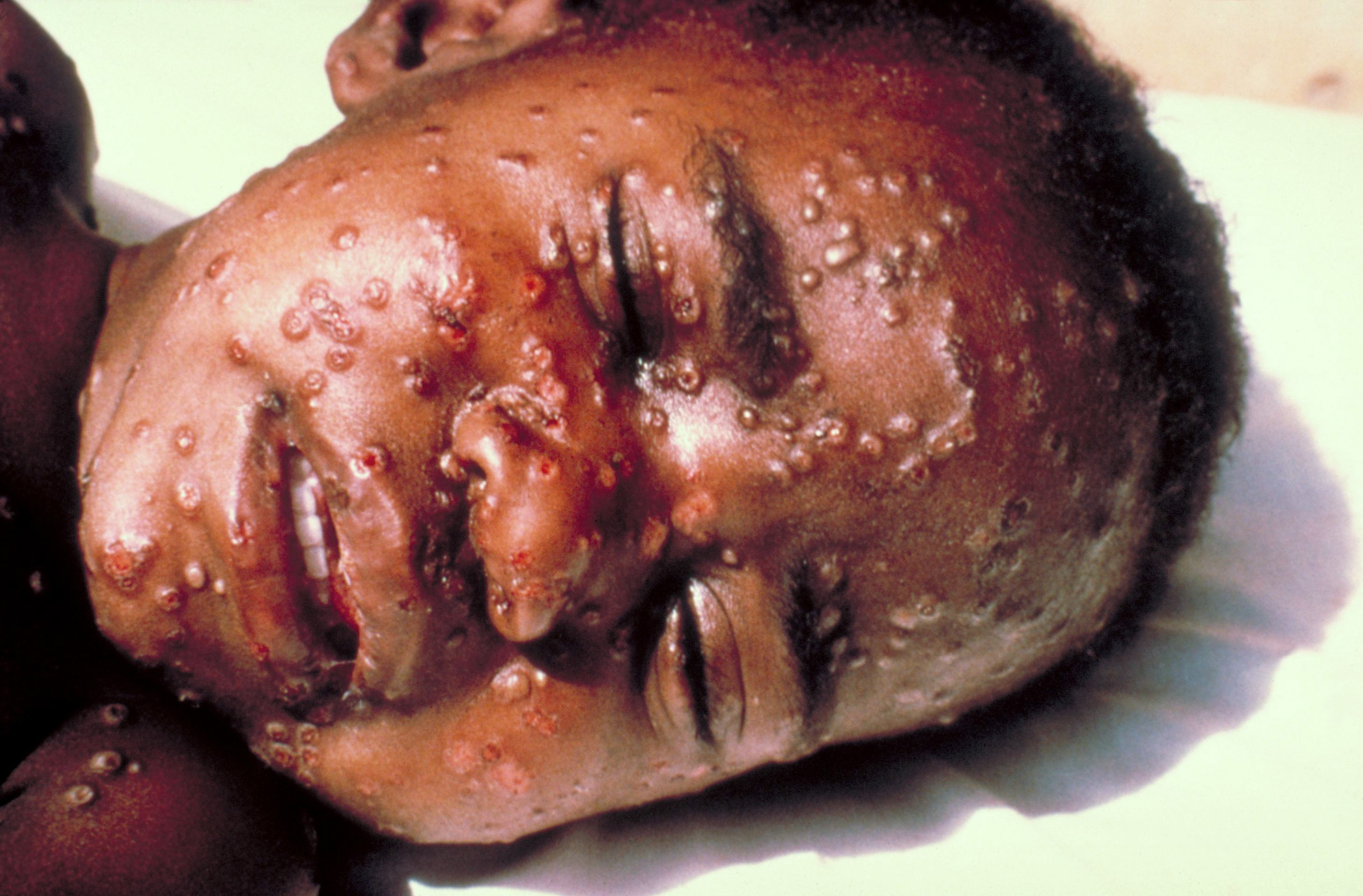
Varíola
Doença erradicada por vacinação profilática

Um exemplo desta situação é a utilização de vacinas. 
- O sistema imune humano reconhece alguns elementos externos e desencadeia uma reação defesa contra eles. Isto é estudado pela imunologia. No primeiro contato com um destes elementos, uma série de reações orgânicas ocorrem em sequência, demorando em geral alguns dias, até a eliminação ou neutralização do agente agressor. Num eventual segundo contato, o tempo de resposta é muito diminuído, sendo às vezes de horas. 
  - Doenças como o sarampo e a varicela ocorrem apenas uma vez na vida do indivíduo, já que esta resposta imunológica se mantém por tempo indeterminado.
  - Outras doenças, como uma infecção urinária por certas bactérias, ou a malária, não desencadeiam uma resposta definitiva, podendo se repetir várias vezes na vida do indivíduo.
  - Em outras doenças ocorre uma resposta prolongada, mas não definitiva. difteria e tétano, são exemplos de doenças deste grupo.
- Quando o organismo é artificialmente exposto a um patógeno enfraquecido ou morto, ou ainda a partes do patógeno morto, com a finalidade de preparar o organismo para o contato futuro com o agente agressor selvagem, tem-se a vacinação.  Só são passíveis de vacinação as doenças que desencadeiam resposta imune prolongada ou definitiva.
  - Uma doença que não mais existe graças a vacinação, embora seu vírus ainda exista, é a varíola.
  - Uma doença que diminuiu drasticamente foi a poliomielite, graças a uma campanha de vacinação contínua em praticamente todos os países do mundo.

## História
Muito antes da sociedade entender os mecanismos, a observação mostrou uma série de medidas profiláticas eficientes. 
- Os primeiros livros da Bíblia contém uma série de recomendações codificadas por Moisés aos Hebreus. Doenças como a Teníase e a Cisticercose deixam de ocorrer quando as pessoas deixam de utilizar carne suína.
- A Circuncisão diminui a ocorrência de Câncer de pênis, possivelmente por melhorar as condições de higiene intima.
- A observação da fidelidade conjugal, recomendada-nos Dez mandamentos mosaicos, previne doenças sexualmente transmissíveis.

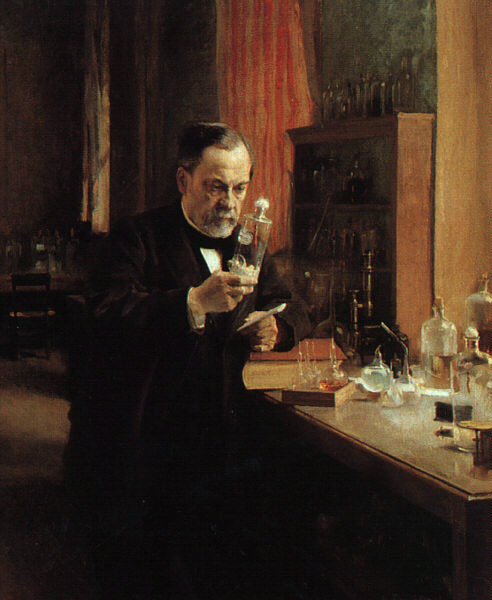
Louis Pasteur
Cientista cujas descobertas ampliaram muito as medidas de profilaxia de infecções

- No princípio da infectologia, diminui-se muito o número de infecções puerperais, infecções no pós parto imediato, por uma medida muito simples.  Os médicos passaram a lavar as mãos ao vir das salas de necropsia, antes de realizarem os partos.  Mesmo desconhecendo a existência de bactérias, estas primeiras medidas preveniram um grande número de mortes.

Nem sempre as medidas profiláticas foram bem-vindas.  
- Um exemplo claro de grande diminuição da incidência de doenças numa população foi a reforma urbana ocorrida no início do Século XX, na cidade do Rio de Janeiro, coordenada pelo prefeito Pereira Passos e pelo cientista Oswaldo Cruz. As medidas, conduzidas de maneira arbitrária, geraram a chamada Revolta da vacina.
- Os defensores do Referendo sobre a proibição da comercialização de armas de fogo e munições, ocorrido no Brasil em 23 de outubro de 2005, argumentavam que esta seria uma medida profilática contra as mortes por armas de fogo. Esta tese não foi suficiente para a aceitação desta medida por parte da população.
- O filme Apocalipse Now, descreve uma situação fictícia onde as forças americanas promovem uma campanha de vacinação nas crianças nativas, mas que provocou uma violenta reação dos locais, com amputação dos membros vacinados. Embora fictícia, tal situação mostra a necessidade do respeito a cultura local quando da utilização de medidas profiláticas.

Durante o nazismo, graças aos conceitos de eugenia pregados na época, era considerada uma medida profilática "afastar" pessoas consideradas incapazes física ou mentalmente, para que estas não viessem a deixar descendentes, chegando inclusive ao ponto da castração ou até mesmo morte destes indivíduos.

## Exemplos de doenças específicas sujeitas a Profilaxia
- Infecções hospitalares.
- Endocardite infecciosa.
- SIDA - Síndrome da Imunodeficiência Adquirida (AIDS).
- Sarampo
- Tuberculose
- Aterosclerose
  - Fatores de risco para infarto e derrame
- Trombose

## ProfilaxiaversusDiagnóstico Precoce
Num senso amplo, o diagnóstico precoce das doenças é uma medida profilática, já que permitiria um início de tratamento precoce e mudança na evolução das mesmas. Como isto ampliaria muito o foco deste artigo, as medidas de diagnóstico precoce não foram citadas neste verbete.